# Dům Diamant
Palác, resp. činžovní dům Diamant je kubistická budova z let 1912–1913. Nachází se na adrese Lazarská 82/1, na nároží ulic Spálená, Lazarská a Magdaleny Rettigové na Novém Městě, Praha 1. V domě sídlí galerie Spolku umělců „Mánes“ a některé další instituce.

## Dějiny

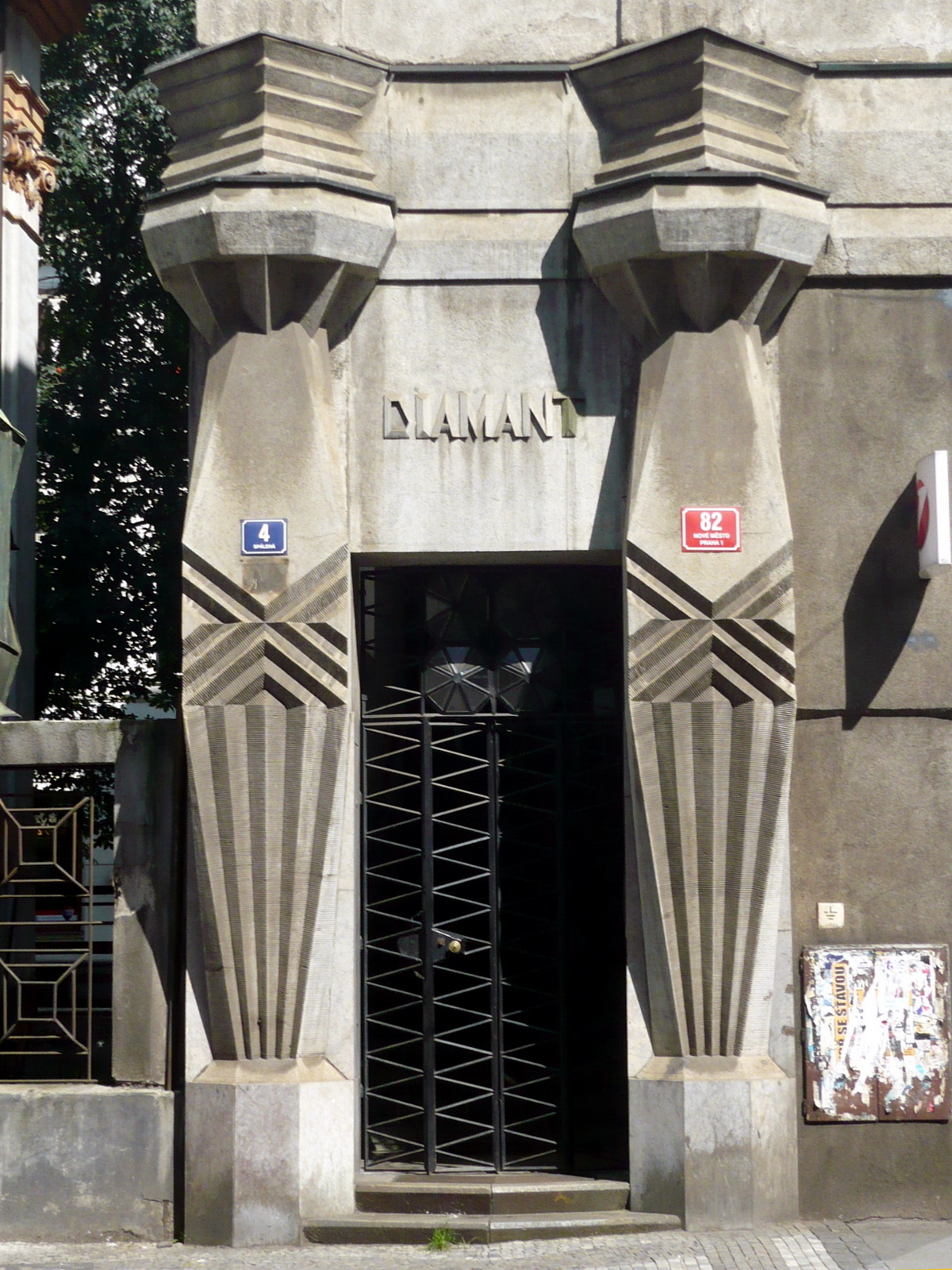
Vstup do paláce ze Spálené

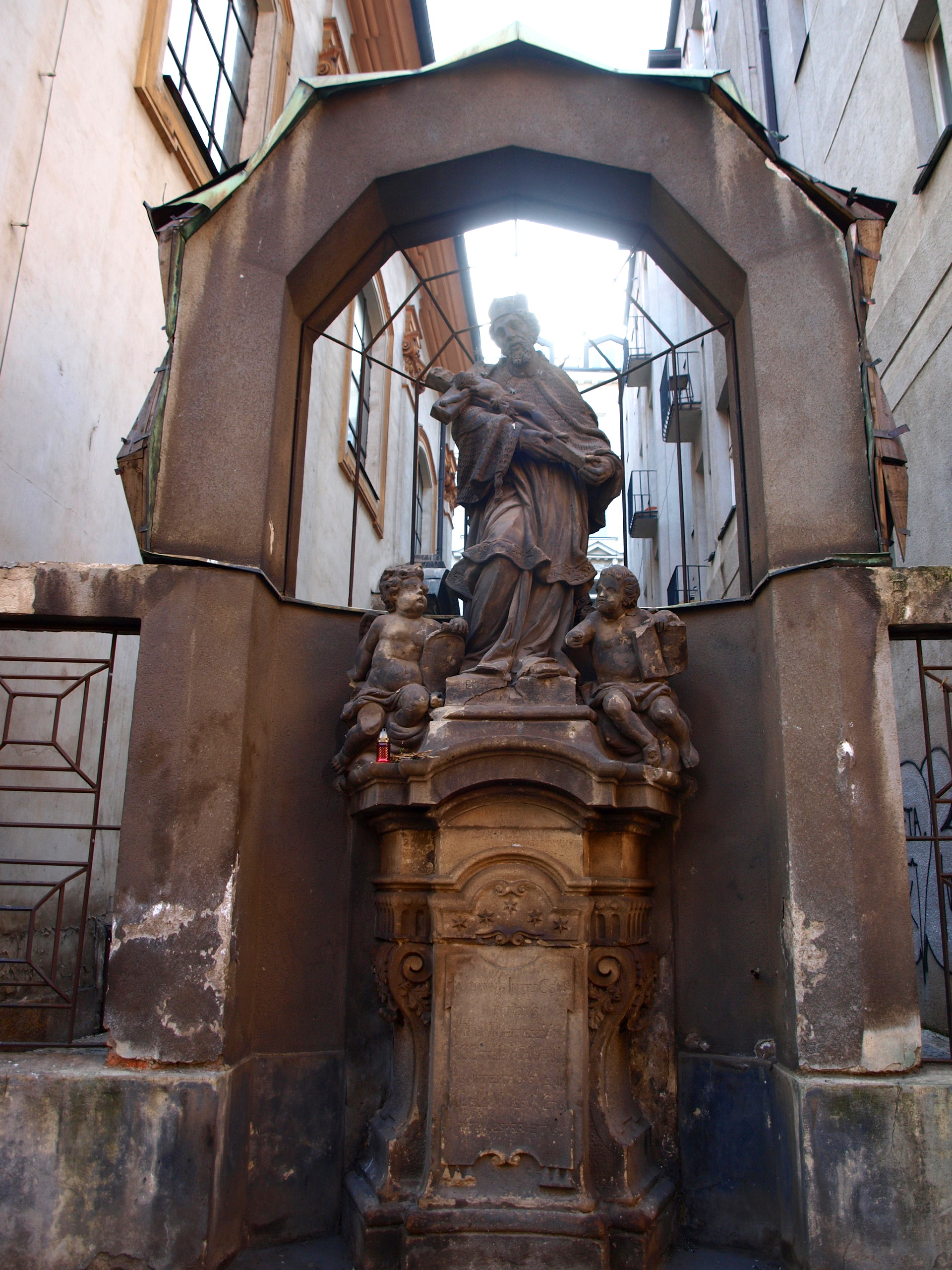
Socha sv. Jana Nepomuckého s kubistickým obloukem

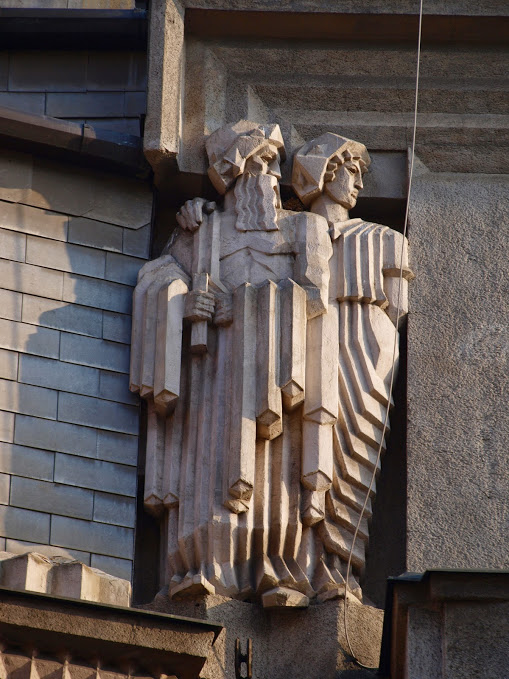
Detail: skulptury na paláci

Autorem kubistického domu na rohu ulic Spálená a Lazarská je Emil Králíček, autor i některých dalších zajímavých kubistických staveb v Praze, např. jediné (známé) kubistické pouliční lampě na světě. (Stojí za zmínku, že autorství "Diamantového domu" zpochybňuje v knize Prahou krok za krokem Emanuel Poche, který ho přisuzuje architektu Skřivánkovi.) V letech 1912–1913 stavbu provedla firma Matěje Blechy (stavitel některých dalších kubistických i secesních staveb v Praze).
Ačkoli původní návrh domu Friedricha Ohmanna počítal s fasádami ve stylu klasicizující secese a v roce 1912 byla skutečně zahájena stavba podle Ohmannova projektu, ještě v létě téhož roku byl projekt přepracován Emilem Králíčkem. Ten vytvořil celkový návrh ve stylu kubismu, společně s ostatními výtvarnými prvky, včetně tehdy kontroverzní edikuly nad barokní sochou sv. Jana Nepomuckého.
Dům nechal postavit jeho vlastník JUDr Adolf Hoffmeister, otec ilustrátora, překladatele, divadelního dramaturga a scenáristy, spisovatele a diplomata Adolfa Hoffmeistra, který zde prožil většinu svého života. Během svého pobytu v Praze zde u něj bydlel např. Vladimir Vladimirovič Majakovskij, zde ho navštívil také Le Corbusier (v r. 1928) nebo Philippe Soupault při jejich návštěvách Prahy.[1]

## Současnost
V současné době v domě sídlí pobočka UniCredit Bank Czech Republic and Slovakia, a.s. a Galerie Spolku výtvarných umělců (S.V.U.) Mánes – Diamant (obě instituce na adrese Spálená č. 82/4, na rohu ulic Magdaleny Rettigové a Lazarská).

## Zajímavosti
V interiérech domu, na chodbě a na schodišti k bytům se zachovaly kubistické prvky vybavení, jako lustry, lampy, schodišťová zábradlí, dveře či leptaná okenní skla.
V těsném sousedství Diamantu stojí barokní kostel Nejsvětější Trojice, jehož autorem byl Kilián Ignác Dientzenhofer. Ke kostelu náleží také barokní socha sv. Jana Nepomuckého z roku 1717 (zřejmě dílo Michala Jana Josefa Brokoffa), na samé hranici mezi oběma stavbami, jejíž architektonické včlenění pomocí rámovaného kubistického oblouku z roku 1913, představuje vynikající způsob propojení architektonických stylů obou budov – moderního Diamantu s barokním kostelem, ačkoli toto řešení ve své době vzbudilo odpor Klubu Za starou Prahu.